# Kanaal Gent-Brugge

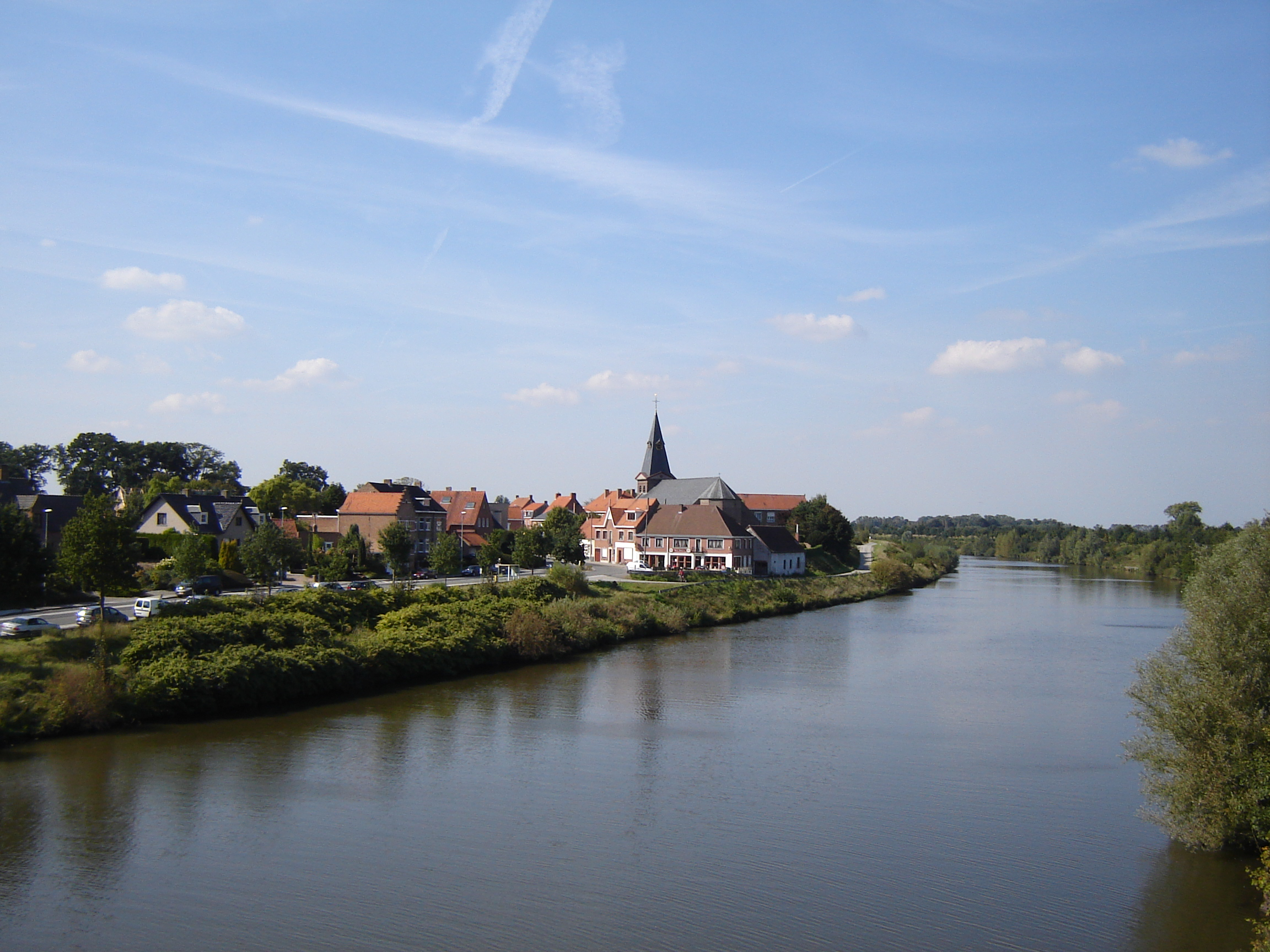
Ter hoogte van St.-Joris

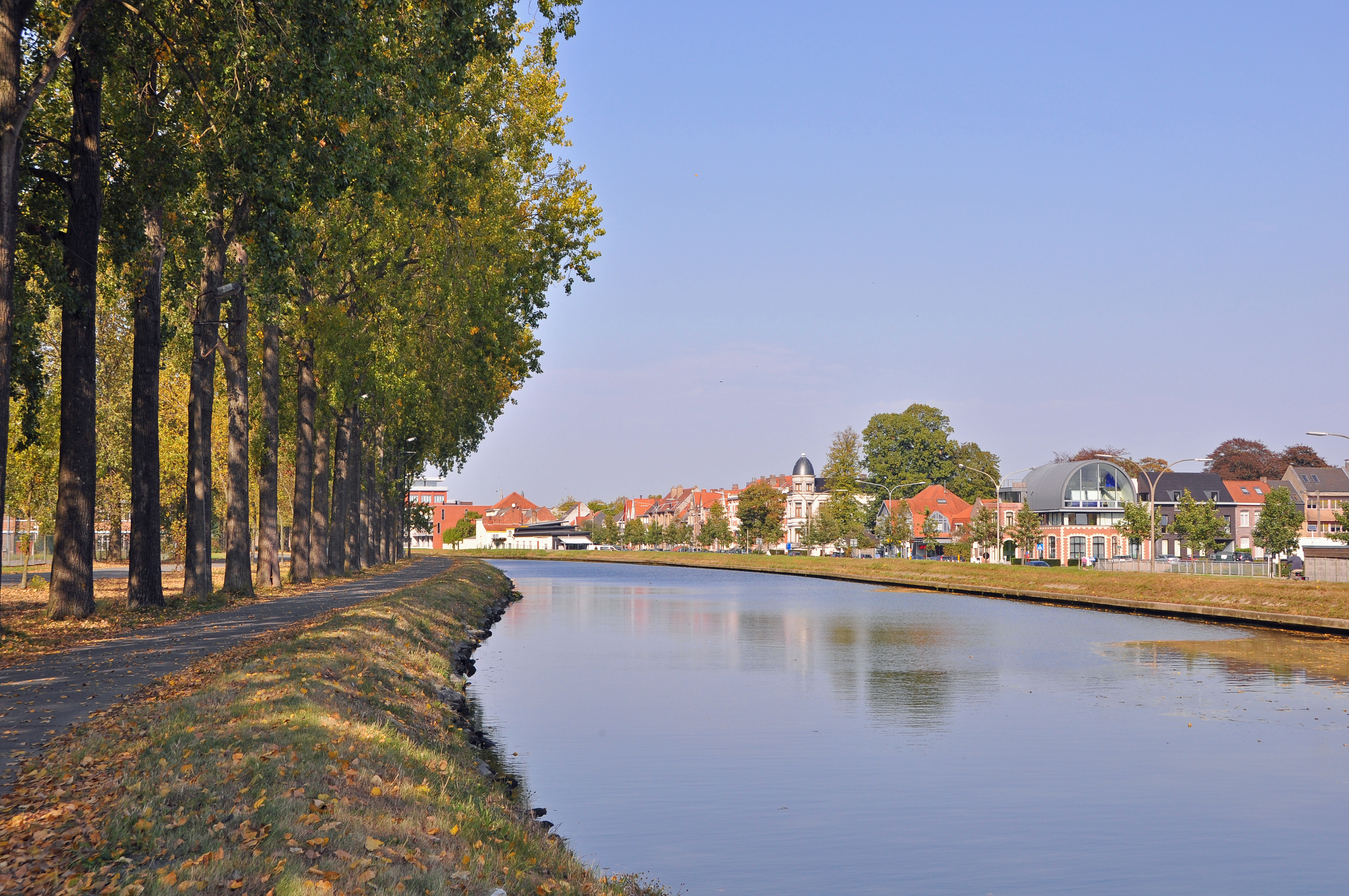
Ter hoogte van Steenbrugge

Toestand omstreeks 1580: de Zuidleie en de Hoge Kale zijn van elkaar gescheiden in de omgeving van Aalter

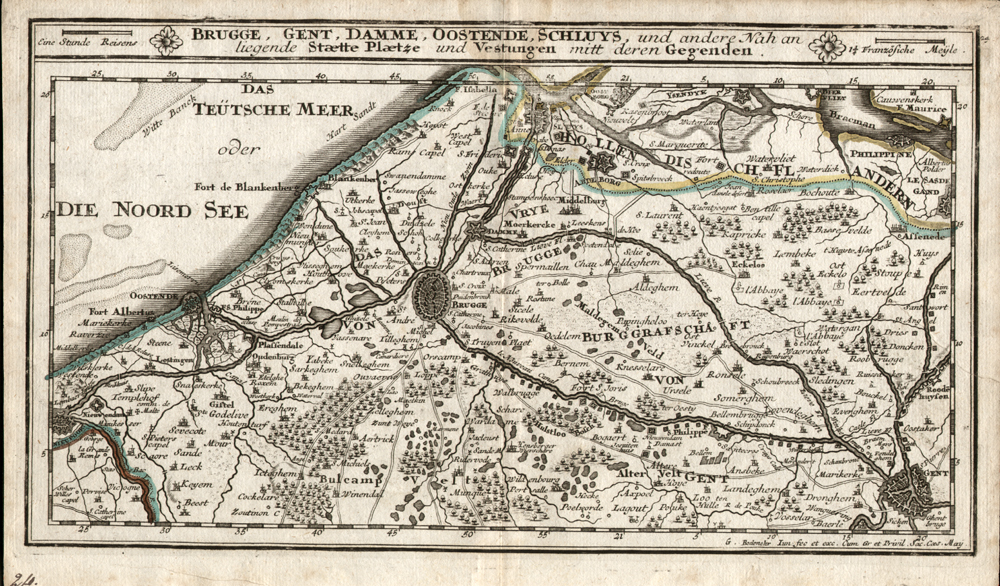
Het nouveau canal in 1704, met schansen op de zuidoever

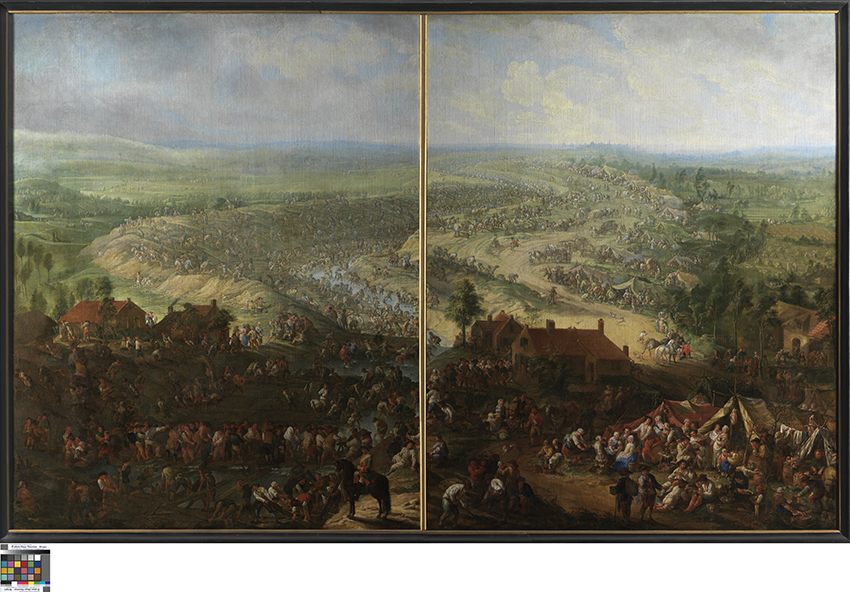
Schilderij van de verdiepingswerken, 1753, Jan Garemijn, collectie Groeningemuseum

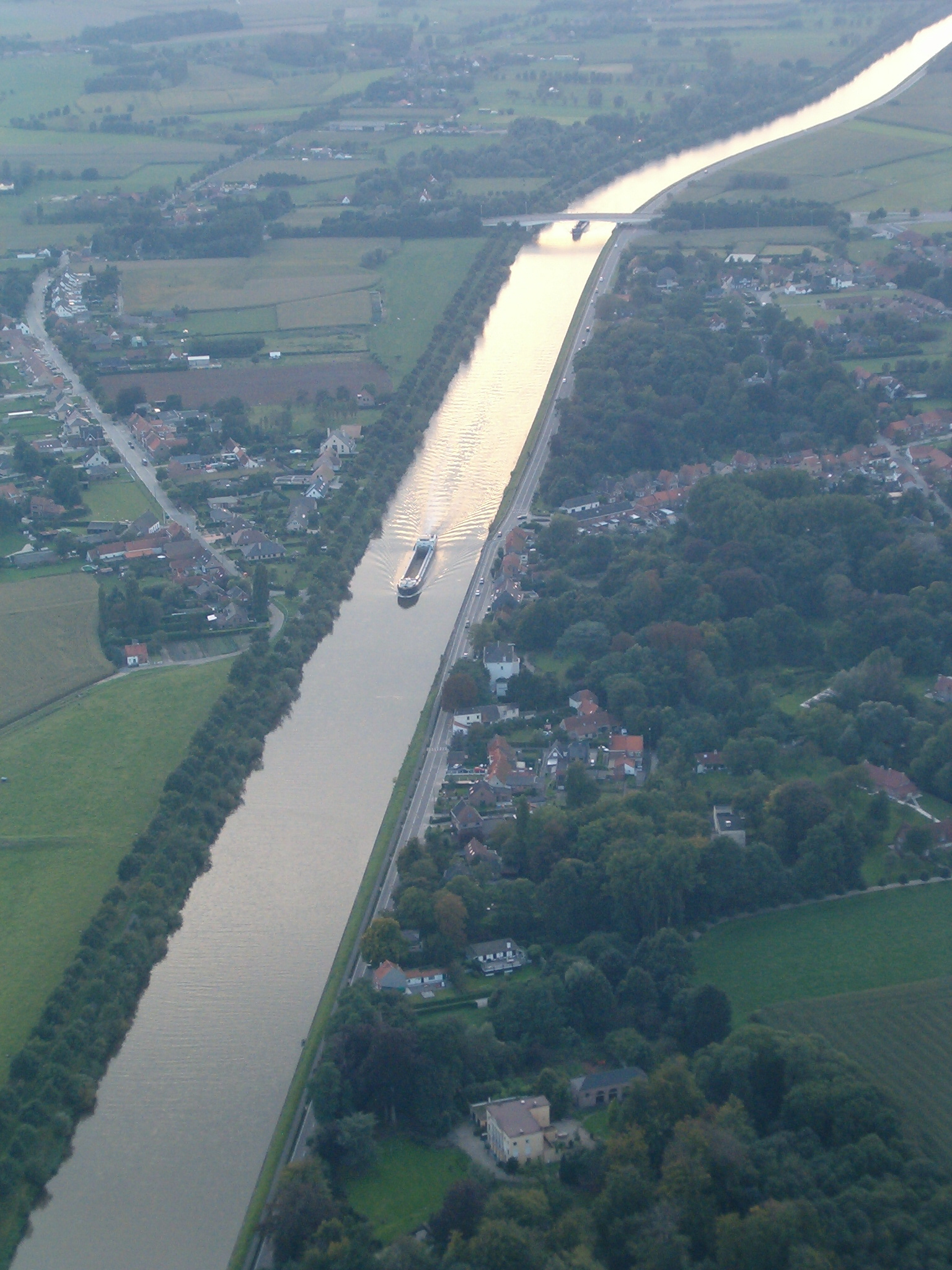
Ter hoogte van Vinderhoute

Het Kanaal Gent-Brugge, plaatselijk ook Brugse Vaart en Gentse Vaart genoemd, is een kanaal tussen de Belgische steden Gent en Brugge. Het kanaal is 42 km lang (+ 1,6 km Coupure van Gent). De jaagpaden maken deel uit van het fietsknooppuntennetwerk en tussen Brugge en Aalter van fietssnelweg F6. 

## DeZuidleieen deHoge Kaleworden verbonden (1250–1350)
Het kanaal volgt grotendeels vier historische rivieren:
- Van Brugge tot Steenbrugge: de Reie
- Van Steenbrugge tot Beernem: de Zuidleie, een van de vele bovenlopen van de Reie
- Van St.-Joris tot Lovendegem: de Hoge Kale
- Van Lovendegem tot Vinderhoute: de (Grote) Kale, de samenvloeiing van de rivieren Hoge Kale en Neerkale

Al in de 13e eeuw zorgde Brugge voor een verbreding en verdieping van de Reie en de Zuidleie. Op die manier trachtte ze de toevoer van drinkwater te vergroten en zeearmen zoals het Zwin te kunnen spuien. Om het volume verder op te drijven, groef men tussen 1270 en 1280 van de Zuidleie (bij het gehucht Legeweg) naar de Hoge Kale (bij het gehucht Miserie). Zodoende kon ook een gedeelte van de Hoge Kale in het Zuidleiekanaal stromen.
Hiermee was de verbinding van het Brugse en Gentse waterwegennet reeds een feit, maar de nieuwe waterweg diende enkel voor watervoorziening. Stroomafwaarts werd de Hoge Kale zelfs afgedamd, zodat er geen water wegvloeide richting Gent.

## Gent verhindert een doortrekking naar de Leie (1350–1600)
Ondanks al deze graafwerken bleef de watertoevoer naar Brugge ontoereikend. Daarom verleende, in 1330, graaf Lodewijk van Male de toestemming om aansluiting te maken met (een zijrivier van) de Leie. Dit kon door het Zuidleiekanaal door te trekken, hetzij via de Neerkale naar Deinze, hetzij via de Lieve naar Gent. De stad Gent besefte echter dat, na voltooiing van zo'n waterweg, de winstgevende handel tussen Zuid-Vlaanderen/Artesië en de zeehavens mogelijk zou verschuiven naar Brugge. In 1379 stuurde Gent haar militie, de Witte Kaproenen, naar een van de werven en verdreef de arbeiders.
De kanaalkwestie was een van de aanleidingen tot de Gentse Opstand (1379-1385). De opstand dwong de graaf het kanaalplan op te schorten. De watertoevoer bleef dus onvoldoende om het Zwin open te houden. Er kwam een nieuwe dwarsdam op de Hoge Kale, ditmaal op de plek die sindsdien de Nieuwendam (bij Aalter) heet. Aan weerszijden van de dwarsdam begon het kanaal zelfs te verlanden.
In augustus 1584 gaf Parma toestemming om alsnog een kanaal naar de Leie te openen. Wegens protest werden de graafwerken reeds gestaakt in het najaar van 1585. Een commissie van Gentenaars en Bruggelingen gaf in januari 1586 negatief advies over de verderzetting. Tot overmaat van ramp viel Brugges zeehaven aan het Zwin, ten gevolge van het beleg van Sluis (1604), in handen van de Republiek. Hierdoor had het geen zin meer het Zwin bevaarbaar te houden. In afwachting op het latere Kanaal Brugge-Oostende moest Brugge terugvallen op kleinere waterlopen zoals de Blankenbergse Vaart.

## De verbinding Gent–Brugge komt tot stand (1600–1800)
Nu ook Gent afgesneden was van haar vrije toegang tot de zee – over de Lieve, de Sassevaart én de Schelde (zie sluiting van de Schelde) – moest het wel akkoord gaan met een kanaal naar Brugge. In 1613 vaardigde landvoogdes Isabella het octrooi tot een kanaal Gent–Brugge–Oostende uit. Dit betekende dat het Zuidleiekanaal en de Hoge Kale verbreed, verdiept en opnieuw verbonden moesten worden. Daarnaast moest er een doorsteek komen van Vinderhoute (de Grote Kale) naar Rooigem (grachten van Gent). Deze graafwerken werden uitgevoerd van 1618 tot 1623. Het nieuwe kanaal telde geen sluizen.
Het kanaal bediende niet alleen de scheepvaart, maar fungeerde ook als een defensieve linie tegen de Republiek. Om die reden werd een twintigtal schansen opgeworpen boven op de zuidelijke dijken. De grootste versterking, het Fort Sint-Filips, lag halverwege tussen Brugge en Gent.
Het kanaal werd al snel druk bevaren, niet alleen door vrachtschepen maar ook door passagiersschepen zoals de befaamde Gentse barge. Tussen 1738 en 1754 werd het kanaal geschikt gemaakt voor zeeschepen. Bovendien werden er in 1751–1752 twee doorsteken oftewel coupures gegraven: in Gent (van de stadsgracht naar de Leie) en in Brugge (van de stadsgracht naar de Groenerei).

## Moderne tijd (1800–nu)
In de 19e eeuw nam het belang van het kanaal af, onder meer door de aanleg van de parallelle spoorlijn 50A (1838). Qua belang viel het kanaal toen terug tot een gemiddeld Belgisch kanaal. Het bochtige kanaal werd op diverse plaatsen rechtgetrokken, onder andere in Beernem (1862–64, langs de Fortstraat), Aalter (1937–46) en St.-Joris (1985–87).
Het kanaal geeft aansluiting op diverse andere waterwegen:
- Gent: de Coupure en het Verbindingkanaal
- Vinderhoute: de Ringvaart van Gent
- Merendree: het Schipdonkkanaal
- Brugge: de Ringvaart van Brugge